# 普里德尼斯特良西克
48°11′53″N 28°26′37″E / 48.19806°N 28.44361°E
普里德尼斯特良西克（烏克蘭語：Придністрянське），是烏克蘭的村落，位於該國西南部文尼察州，由莫希利夫-波季利斯基區負責管轄，始建於1800年，面積3.89平方公里，海拔高度66米，2001年人口598，人口密度每平方公里153.73人。